# جارت (ویرجینیای غربی)
جارت (به انگلیسی: Jarrett) یک منطقهٔ مسکونی در ایالات متحده آمریکا است که در شهرستان کاناوا، ویرجینیای غربی واقع شده‌است. جارت ۱۹۲٫۹۴ متر بالاتر از سطح دریا قرار دارد.